# São Bernardo
São Bernardo es un municipio brasileño del estado de Maranhão. Se localiza a una latitud 03º21'41" sur y a una longitud 42º25'04" oeste, estando a una altitud de 43 metros. Su población es de 26.615 habitantes, según el IBGE en 2009. Posee área de 1.228,34 km². 